# Trần Phú Hà
Trần Phú Hà (sinh 1967 tại Vụ Bản, Nam Định) là một tướng lĩnh của lực lượng Công an nhân dân Việt Nam với quân hàm Thiếu tướng. Hiện ông là  Ủy viên Ban thường vụ Tỉnh ủy, Ủy viên UBND Tỉnh, Bí thư Đảng ủy, Giám đốc Công an tỉnh Thanh Hoá, nguyên phó Cục trưởng Cục An ninh mạng và phòng, chống tội phạm sử dụng công nghệ cao.

## Tiểu sử
- Ngày 8 tháng 6 năm 2020, ông được Bộ trưởng Bộ Công an Việt Nam bổ nhiệm giữ chức vụ Giám đốc Công an tỉnh Thanh Hoá thay cho Thiếu tướng Nguyễn Hải Trung.[1]
- Ngày 11 tháng 9 năm 2020, thừa ủy quyền của Chủ tịch nước, Đại tướng Tô Lâm - Ủy viên Bộ Chính trị, Bộ trưởng Bộ Công an đã công bố quyết định phong hàm Thiếu tướng đối với Đại tá Trần Phú Hà[1].

## Lịch sử thụ phong quân hàm
| Năm thụ phong | –      | 2020        |
| ------------- | ------ | ----------- |
| Quân hàm      |        |             |
| Cấp bậc       | Đại tá | Thiếu tướng |